# Liste des albums originaux de Martin Mystère
Ceci est une liste des albums originaux de Martin Mystère sortis en Italie, triée par date de publication entre 1982 et 2014.
La distribution est mensuelle, mais devient bimestrielle à partir de juin 2005.

## 1982
| no | Titre                        | Date de sortie | Histoire         | Scénario         | Dessin                                         | Couverture             |
| -- | ---------------------------- | -------------- | ---------------- | ---------------- | ---------------------------------------------- | ---------------------- |
| 1  | Gli Uomini in Nero           | avril 1982     | Alfredo Castelli | Alfredo Castelli | Giancarlo Alessandrini                         | Giancarlo Alessandrini |
| 2  | La vendetta di Râ            | mai 1982       | Alfredo Castelli | Alfredo Castelli | Giancarlo Alessandrini                         | Giancarlo Alessandrini |
| 3  | Operazione Arca              | juin 1982      | Alfredo Castelli | Alfredo Castelli | Giancarlo Alessandrini et Angelo Maria Ricci   | Giancarlo Alessandrini |
| 4  | La stirpe maledetta          | juillet 1982   | Alfredo Castelli | Alfredo Castelli | Franco Bignotti et Angelo Maria Ricci          | Giancarlo Alessandrini |
| 5  | La casa ai confini del mondo | août 1982      | Alfredo Castelli | Alfredo Castelli | Angelo Maria Ricci                             | Giancarlo Alessandrini |
| 6  | Delitto nella preistoria     | septembre 1982 | Alfredo Castelli | Alfredo Castelli | Gaspare et Gaetano Cassaro                     | Giancarlo Alessandrini |
| 7  | L'uomo che scoprì l'Europa   | octobre 1982   | Alfredo Castelli | Alfredo Castelli | Gaspare et Gaetano Cassaro, et Franco Bignotti | Giancarlo Alessandrini |
| 8  | La fonte della giovinezza    | novembre 1982  | Alfredo Castelli | Alfredo Castelli | Franco Bignotti                                | Giancarlo Alessandrini |
| 9  | Il Triangolo delle Bermude   | décembre 1982  | Alfredo Castelli | Alfredo Castelli | Franco Bignotti et Angelo Maria Ricci          | Giancarlo Alessandrini |

## 1983
| no | Titre                        | Date de sortie | Histoire         | Scénario         | Dessin                                            | Couverture             |
| -- | ---------------------------- | -------------- | ---------------- | ---------------- | ------------------------------------------------- | ---------------------- |
| 10 | Il segreto del "Lusitania"   | janvier 1983   | Alfredo Castelli | Alfredo Castelli | Angelo Maria Ricci                                | Giancarlo Alessandrini |
| 11 | Il teschio del destino       | février 1983   | Alfredo Castelli | Alfredo Castelli | Claudio Villa                                     | Giancarlo Alessandrini |
| 12 | All'ombra di Teotihuacán     | mars 1983      | Alfredo Castelli | Alfredo Castelli | Claudio Villa                                     | Giancarlo Alessandrini |
| 13 | Un vampiro a New York        | avril 1983     | Alfredo Castelli | Alfredo Castelli | Franco Bignotti                                   | Giancarlo Alessandrini |
| 14 | La maledizione               | mai 1983       | Alfredo Castelli | Alfredo Castelli | Franco Bignotti                                   | Giancarlo Alessandrini |
| 15 | La spada di re Artù          | juin 1983      | Alfredo Castelli | Alfredo Castelli | Giancarlo Alessandrini                            | Giancarlo Alessandrini |
| 16 | Il mistero di Stonehenge     | juillet 1983   | Alfredo Castelli | Alfredo Castelli | Giancarlo Alessandrini                            | Giancarlo Alessandrini |
| 17 | La città delle Ombre Diafane | août 1983      | Alfredo Castelli | Alfredo Castelli | Gaspare et Gaetano Cassaro                        | Giancarlo Alessandrini |
| 18 | Le creature dell'abisso      | septembre 1983 | Alfredo Castelli | Alfredo Castelli | Gaspare et Gaetano Cassaro                        | Giancarlo Alessandrini |
| 19 | Orrore nello spazio          | octobre 1983   | Alfredo Castelli | Alfredo Castelli | Gaspare et Gaetano Cassaro, et Angelo Maria Ricci | Giancarlo Alessandrini |
| 20 | La Torre di Babele           | novembre 1983  | Alfredo Castelli | Alfredo Castelli | Angelo Maria Ricci                                | Giancarlo Alessandrini |
| 21 | Il libro degli arcani        | décembre 1983  | Alfredo Castelli | Alfredo Castelli | Angelo Maria Ricci et Claudio Villa               | Giancarlo Alessandrini |

## 1984
| no | Titre                 | Date de sortie | Histoire                                    | Scénario                                    | Dessin                                                | Couverture             |
| -- | --------------------- | -------------- | ------------------------------------------- | ------------------------------------------- | ----------------------------------------------------- | ---------------------- |
| 22 | Tunguska!             | janvier 1984   | Alfredo Castelli                            | Alfredo Castelli                            | Claudio Villa et Giampiero Casertano                  | Giancarlo Alessandrini |
| 23 | Morte nella taiga     | février 1984   | Alfredo Castelli                            | Alfredo Castelli                            | Giampiero Casertano                                   | Giancarlo Alessandrini |
| 24 | Viaggio nel futuro    | mars 1984      | Alfredo Castelli                            | Alfredo Castelli                            | Giampiero Casertano, Gaspare et Gaetano Cassaro       | Giancarlo Alessandrini |
| 25 | Ritorno dall'aldilà   | avril 1984     | Alfredo Castelli                            | Alfredo Castelli                            | Gaspare et Gaetano Cassaro                            | Giancarlo Alessandrini |
| 26 | Il mostro d'acciaio   | mai 1984       | Alfredo Castelli                            | Alfredo Castelli                            | Gaspare et Gaetano Cassaro, et Giancarlo Alessandrini | Giancarlo Alessandrini |
| 27 | Incontri ravvicinati  | juin 1984      | Alfredo Castelli                            | Alfredo Castelli                            | Giancarlo Alessandrini, Gaspare et Gaetano Cassaro    | Giancarlo Alessandrini |
| 28 | La sfera di cristallo | juillet 1984   | Alfredo Castelli                            | Alfredo Castelli                            | Gaspare et Gaetano Cassaro, et Angelo Maria Ricci     | Giancarlo Alessandrini |
| 29 | Il terzo occhio       | août 1984      | Alfredo Castelli                            | Alfredo Castelli                            | Angelo Maria Ricci                                    | Giancarlo Alessandrini |
| 30 | La camera del tempo   | septembre 1984 | Alfredo Castelli                            | Alfredo Castelli                            | Angelo Maria Ricci et Claudio Villa                   | Giancarlo Alessandrini |
| 31 | L'orrenda invasione   | octobre 1984   | Alfredo Castelli et Pier Francesco Prosperi | Alfredo Castelli et Pier Francesco Prosperi | Claudio Villa et Franco Bignotti                      | Giancarlo Alessandrini |
| 32 | L'uomo dei boschi     | novembre 1984  | Pier Francesco Prosperi                     | Pier Francesco Prosperi                     | Franco Bignotti                                       | Giancarlo Alessandrini |
| 33 | Il libro di Toth      | décembre 1984  | Alfredo Castelli                            | Alfredo Castelli                            | Angelo Maria Ricci                                    | Giancarlo Alessandrini |

## 1985
| no | Titre                            | Date de sortie | Histoire                                                                | Scénario         | Dessin                                                                     | Couverture             |
| -- | -------------------------------- | -------------- | ----------------------------------------------------------------------- | ---------------- | -------------------------------------------------------------------------- | ---------------------- |
| 34 | Il mistero del nuraghe           | janvier 1985   | Alfredo Castelli                                                        | Alfredo Castelli | Gaspare e Gaetano Cassaro                                                  | Giancarlo Alessandrini |
| 35 | Moha-Moha                        | février 1985   | Alfredo Castelli                                                        | Alfredo Castelli | Gaspare et Gaetano Cassaro, et Giancarlo Alessandrini                      | Giancarlo Alessandrini |
| 36 | Il ritorno dei Kundingas         | mars 1985      | Alfredo Castelli                                                        | Alfredo Castelli | Giancarlo Alessandrini, Gaspare et Gaetano Cassaro, et Giampiero Casertano | Giancarlo Alessandrini |
| 37 | La mente che uccide              | avril 1985     | Alfredo Castelli                                                        | Alfredo Castelli | Giampiero Casertano                                                        | Giancarlo Alessandrini |
| 38 | Scanners                         | mai 1985       | Alfredo Castelli et Alfredo Castelli (da un'idea di Sauro Pennacchioli) | Alfredo Castelli | Giampiero Casertano et Claudio Villa                                       | Giancarlo Alessandrini |
| 39 | Il flauto di Pan                 | juin 1985      | Alfredo Castelli (da un'idea di Sauro Pennacchioli)                     | Alfredo Castelli | Claudio Villa                                                              | Giancarlo Alessandrini |
| 40 | La reincarnazione di Annabel Lee | juillet 1985   | Alfredo Castelli et Alfredo Castelli                                    | Alfredo Castelli | Claudio Villa et Franco Bignotti                                           | Giancarlo Alessandrini |
| 41 | Il potere dell'idolo             | août 1985      | Alfredo Castelli                                                        | Alfredo Castelli | Franco Bignotti                                                            | Giancarlo Alessandrini |
| 42 | Rapa Nui!                        | septembre 1985 | Alfredo Castelli                                                        | Alfredo Castelli | Franco Bignotti et Angelo Maria Ricci                                      | Giancarlo Alessandrini |
| 43 | La guerra senza tempo            | octobre 1985   | Alfredo Castelli                                                        | Alfredo Castelli | Angelo Maria Ricci et Enrico « Henry » Bagnoli                             | Giancarlo Alessandrini |
| 44 | Il principe delle tenebre        | novembre 1985  | Alfredo Castelli                                                        | Alfredo Castelli | Enrico « Henry » Bagnoli, Gaspare et Gaetano Cassaro                       | Giancarlo Alessandrini |
| 45 | Il segreto del monastero         | décembre 1985  | Alfredo Castelli                                                        | Alfredo Castelli | Gaspare et Gaetano Cassaro                                                 | Giancarlo Alessandrini |

## 1986
| no | Titre                       | Date de sortie | Histoire                                    | Scénario                                    | Dessin                                            | Couverture             |
| -- | --------------------------- | -------------- | ------------------------------------------- | ------------------------------------------- | ------------------------------------------------- | ---------------------- |
| 46 | Il signore delle tempeste   | janvier 1986   | Alfredo Castelli                            | Alfredo Castelli                            | Gaspare et Gaetano Cassaro, et Giovanni Freghieri | Giancarlo Alessandrini |
| 47 | Tempo zero                  | février 1986   | Alfredo Castelli                            | Alfredo Castelli                            | Giovanni Freghieri                                | Giancarlo Alessandrini |
| 48 | Gli assassini del Kung-Fu   | mars 1986      | Alfredo Castelli                            | Alfredo Castelli                            | Giovanni Freghieri et Franco Bignotti             | Giancarlo Alessandrini |
| 49 | Sangue a Chinatown          | avril 1986     | Alfredo Castelli                            | Alfredo Castelli                            | Franco Bignotti                                   | Giancarlo Alessandrini |
| 50 | La falce del Druido         | mai 1986       | Alfredo Castelli et Alfredo Castelli        | Alfredo Castelli                            | Franco Bignotti et Giampiero Casertano            | Giancarlo Alessandrini |
| 51 | La notte dell'Uomo Lupo     | juin 1986      | Alfredo Castelli et Tiziano Sclavi          | Alfredo Castelli et Tiziano Sclavi          | Giampiero Casertano et Angelo Maria Ricci         | Giancarlo Alessandrini |
| 52 | La follia di Martin Mystère | juillet 1986   | Tiziano Sclavi et Alfredo Castelli          | Tiziano Sclavi et Alfredo Castelli          | Angelo Maria Ricci et Enrico « Henry » Bagnoli    | Giancarlo Alessandrini |
| 53 | Frankenstein 1986           | août 1986      | Alfredo Castelli                            | Alfredo Castelli                            | Enrico « Henry » Bagnoli                          | Giancarlo Alessandrini |
| 54 | Ritorno a Lilliput          | septembre 1986 | Alfredo Castelli et Pier Francesco Prosperi | Alfredo Castelli et Pier Francesco Prosperi | Enrico « Henry » Bagnoli et Alessandro Chiarolla  | Giancarlo Alessandrini |
| 55 | Il tesoro delle sette città | octobre 1986   | Pier Francesco Prosperi et Alfredo Castelli | Pier Francesco Prosperi et Alfredo Castelli | Alessandro Chiarolla, Gaspare et Gaetano Cassaro  | Giancarlo Alessandrini |
| 56 | Magia africana              | novembre 1986  | Alfredo Castelli                            | Alfredo Castelli                            | Gaspare et Gaetano Cassaro, et Sergio Tuis        | Giancarlo Alessandrini |
| 57 | Il risveglio del dinosauro  | décembre 1986  | Alfredo Castelli                            | Alfredo Castelli                            | Sergio Tuis                                       | Giancarlo Alessandrini |

## 1987
| no | Titre                            | Date de sortie | Histoire                                    | Scénario                                    | Dessin                                                | Couverture             |
| -- | -------------------------------- | -------------- | ------------------------------------------- | ------------------------------------------- | ----------------------------------------------------- | ---------------------- |
| 58 | La valle perduta                 | janvier 1987   | Alfredo Castelli et Pier Francesco Prosperi | Alfredo Castelli et Pier Francesco Prosperi | Sergio Tuis et Alessandro Chiarolla                   | Giancarlo Alessandrini |
| 59 | Le piste di Nazca                | février 1987   | Pier Francesco Prosperi                     | Pier Francesco Prosperi                     | Alessandro Chiarolla                                  | Giancarlo Alessandrini |
| 60 | Nella terra dei Dogon            | mars 1987      | Pier Francesco Prosperi                     | Pier Francesco Prosperi                     | Alessandro Chiarolla, Gaspare et Gaetano Cassaro      | Giancarlo Alessandrini |
| 61 | Il genio del male                | avril 1987     | Pier Francesco Prosperi et Alfredo Castelli | Pier Francesco Prosperi et Alfredo Castelli | Gaspare e Gaetano Cassaro et Enrico « Henry » Bagnoli | Giancarlo Alessandrini |
| 62 | Quarta dimensione                | mai 1987       | Alfredo Castelli                            | Alfredo Castelli                            | Enrico « Henry » Bagnoli et Giovanni Freghieri        | Giancarlo Alessandrini |
| 63 | Operazione Dorian Gray           | juin 1987      | Alfredo Castelli                            | Alfredo Castelli                            | Giovanni Freghieri                                    | Giancarlo Alessandrini |
| 64 | Fantasmi a Manhattan             | juillet 1987   | Alfredo Castelli                            | Alfredo Castelli                            | Giovanni Freghieri et Giancarlo Alessandrini          | Giancarlo Alessandrini |
| 65 | Space Invaders                   | août 1987      | Alfredo Castelli                            | Alfredo Castelli                            | Giancarlo Alessandrini                                | Giancarlo Alessandrini |
| 66 | Il presagio                      | septembre 1987 | Alfredo Castelli                            | Alfredo Castelli                            | César Alvarez Canete                                  | Giancarlo Alessandrini |
| 67 | Agarthi                          | octobre 1987   | Alfredo Castelli et Pier Francesco Prosperi | Alfredo Castelli et Pier Francesco Prosperi | César Alvarez Canete et Alessandro Chiarolla          | Giancarlo Alessandrini |
| 68 | I Signori della Guerra           | novembre 1987  | Pier Francesco Prosperi                     | Pier Francesco Prosperi                     | Alessandro Chiarolla                                  | Giancarlo Alessandrini |
| 69 | La vera storia del Capitano Nemo | décembre 1987  | Pier Francesco Prosperi et Alfredo Castelli | Pier Francesco Prosperi et Alfredo Castelli | Alessandro Chiarolla et Angelo Maria Ricci            | Giancarlo Alessandrini |

## 1988
| no | Titre                               | Date de sortie | Histoire                                                     | Scénario                                                     | Dessin                                         | Couverture             |
| -- | ----------------------------------- | -------------- | ------------------------------------------------------------ | ------------------------------------------------------------ | ---------------------------------------------- | ---------------------- |
| 70 | Minaccia dagli abissi               | janvier 1988   | Alfredo Castelli                                             | Alfredo Castelli                                             | Angelo Maria Ricci                             | Giancarlo Alessandrini |
| 71 | Morte al varietà                    | février 1988   | Alfredo Castelli                                             | Alfredo Castelli                                             | Angelo Maria Ricci et Enrico « Henry » Bagnoli | Giancarlo Alessandrini |
| 72 | L'uomo che inventava le barzellette | mars 1988      | Alfredo Castelli                                             | Alfredo Castelli                                             | Enrico « Henry » Bagnoli                       | Giancarlo Alessandrini |
| 73 | Intrigo a Pechino                   | avril 1988     | Alfredo Castelli                                             | Alfredo Castelli                                             | Salvatore Deidda                               | Giancarlo Alessandrini |
| 74 | L'esercito di terracotta            | mai 1988       | Alfredo Castelli et Pier Francesco Prosperi                  | Alfredo Castelli et Pier Francesco Prosperi                  | Salvatore Deidda, Gaspare et Gaetano Cassaro   | Giancarlo Alessandrini |
| 75 | La cosa da un altro mondo           | juin 1988      | Pier Francesco Prosperi                                      | Pier Francesco Prosperi                                      | Gaspare et Gaetano Cassaro                     | Giancarlo Alessandrini |
| 76 | Il Piccolo Popolo                   | juillet 1988   | Michele Medda, Antonio Serra, Bepi Vigna                     | Alfredo Castelli                                             | Giovanni Freghieri                             | Giancarlo Alessandrini |
| 77 | La Regina degli Gnomi               | août 1988      | Michele Medda, Antonio Serra, Bepi Vigna / Alfredo Castelli  | Alfredo Castelli                                             | Giovanni Freghieri / Alessandro Chiarolla      | Giancarlo Alessandrini |
| 78 | Il ragazzo prodigio                 | septembre 1988 | Alfredo Castelli                                             | Alfredo Castelli                                             | Alessandro Chiarolla                           | Giancarlo Alessandrini |
| 79 | La donna immortale                  | octobre 1988   | Alfredo Castelli / Michele Medda, Antonio Serra e Bepi Vigna | Alfredo Castelli / Michele Medda, Antonio Serra e Bepi Vigna | Alessandro Chiarolla / Dante Bastianoni        | Giancarlo Alessandrini |
| 80 | La macchina invincibile             | novembre 1988  | Michele Medda, Antonio Serra, Bepi Vigna / Alfredo Castelli  | Michele Medda, Antonio Serra, Bepi Vigna / Alfredo Castelli  | Dante Bastianoni / Corrado Roi                 | Giancarlo Alessandrini |
| 81 | Santa Claus 9000                    | décembre 1988  | Alfredo Castelli / Elio Ottonello                            | Alfredo Castelli                                             | Corrado Roi / Franco Bignotti                  | Giancarlo Alessandrini |

## 1989
| no | Titre                    | Date de sortie | Histoire                                        | Scénario                                   | Dessin                                     | Couverture             |
| -- | ------------------------ | -------------- | ----------------------------------------------- | ------------------------------------------ | ------------------------------------------ | ---------------------- |
| 82 | Il canto della Sirena    | janvier 1989   | Elio Ottonello                                  | Alfredo Castelli                           | Franco Bignotti                            | Giancarlo Alessandrini |
| 83 | Il giorno dei delfini    | février 1989   | Elio Ottonello / Alfredo Castelli               | Alfredo Castelli                           | Franco Bignotti / Enrico « Henry » Bagnoli | Giancarlo Alessandrini |
| 84 | Assurdi universi         | mars 1989      | Alfredo Castelli                                | Alfredo Castelli                           | Enrico « Henry » Bagnoli                   | Giancarlo Alessandrini |
| 85 | I misteri di Londra      | avril 1989     | Alfredo Castelli                                | Alfredo Castelli                           | Leone Cimpellin                            | Giancarlo Alessandrini |
| 86 | La terra che non c'è     | mai 1989       | Alfredo Castelli                                | Sauro Pennacchioli                         | Leone Cimpellin                            | Giancarlo Alessandrini |
| 87 | L'uomo delle nevi        | juin 1989      | Pier Francesco Prosperi                         | Pier Francesco Prosperi                    | Sergio Tuis                                | Giancarlo Alessandrini |
| 88 | La setta degli assassini | juillet 1989   | Pier Francesco Prosperi / Alfredo Castelli      | Pier Francesco Prosperi / Alfredo Castelli | Sergio Tuis / Corrado Roi                  | Giancarlo Alessandrini |
| 89 | Il segreto dei templari  | août 1989      | Alfredo Castelli (da un'idea di Elio Ottonello) | Alfredo Castelli                           | Corrado Roi                                | Giancarlo Alessandrini |
| 90 | Il cuore di Christopher  | septembre 1989 | Alfredo Castelli / Claudio Chiaverotti          | Alfredo Castelli / Claudio Chiaverotti     | Corrado Roi / Gaspare et Gaetano Cassaro   | Giancarlo Alessandrini |
| 91 | Sonno mortale            | octobre 1989   | Claudio Chiaverotti                             | Claudio Chiaverotti                        | Gaspare et Gaetano Cassaro                 | Giancarlo Alessandrini |
| 92 | Caccia alla strega       | novembre 1989  | Claudio Chiaverotti / Sauro Pennacchioli        | Claudio Chiaverotti / Sauro Pennacchioli   | Gaspare et Gaetano Cassaro / Pino Rinaldi  | Giancarlo Alessandrini |
| 93 | Una storia di Natale     | décembre 1989  | Sauro Pennacchioli / Alfredo Castelli           | Sauro Pennacchioli / Alfredo Castelli      | Pino Rinaldi / Gino Vercelli               | Giancarlo Alessandrini |

## 1990
| no  | Titre                            | Date de sortie | Histoire                                 | Scénario                                 | Dessin                                                       | Couverture             |
| --- | -------------------------------- | -------------- | ---------------------------------------- | ---------------------------------------- | ------------------------------------------------------------ | ---------------------- |
| 94  | Conto alla rovescia              | janvier 1990   | Alfredo Castelli                         | Alfredo Castelli                         | Gino Vercelli / Nando et Denisio « Esposito Bros. » Esposito | Giancarlo Alessandrini |
| 95  | La vita segreta di Sergej Orloff | février 1990   | Alfredo Castelli                         | Alfredo Castelli                         | Nando et Denisio « Esposito Bros. » Esposito                 | Giancarlo Alessandrini |
| 96  | Orlando il paladino              | mars 1990      | Alfredo Castelli                         | Alfredo Castelli                         | Nando et Denisio « Esposito Bros. » Esposito                 | Giancarlo Alessandrini |
| 97  | Mutanti                          | avril 1990     | Sauro Pennacchioli                       | Sauro Pennacchioli                       | Alessandro Chiarolla                                         | Giancarlo Alessandrini |
| 98  | Holocaust 1990                   | mai 1990       | Sauro Pennacchioli / Claudio Chiaverotti | Sauro Pennacchioli / Claudio Chiaverotti | Alessandro Chiarolla / Enrico « Henry » Bagnoli              | Giancarlo Alessandrini |
| 99  | La piramide nera                 | juin 1990      | Claudio Chiaverotti                      | Claudio Chiaverotti                      | Enrico « Henry » Bagnoli                                     | Giancarlo Alessandrini |
| 100 | Di tutti i colori!               | juillet 1990   | Alfredo Castelli                         | Alfredo Castelli                         | Giancarlo Alessandrini                                       | Giancarlo Alessandrini |
| 101 | Il sorriso venuto dal passato    | août 1990      | Giuseppe Ferrandino                      | Giuseppe Ferrandino                      | Salvatore Deidda                                             | Giancarlo Alessandrini |
| 102 | Operazione Monna Lisa            | septembre 1990 | Giuseppe Ferrandino                      | Giuseppe Ferrandino                      | Salvatore Deidda                                             | Giancarlo Alessandrini |
| 103 | Necronomicon                     | octobre 1990   | Alfredo Castelli                         | Alfredo Castelli                         | Franco Devescovi                                             | Giancarlo Alessandrini |
| 104 | Un uomo chiamato Mhosis          | novembre 1990  | Alfredo Castelli                         | Alfredo Castelli                         | Alessandro Chiarolla                                         | Giancarlo Alessandrini |
| 105 | Tragico Natale                   | décembre 1990  | Alfredo Castelli                         | Alfredo Castelli                         | Alessandro Chiarolla                                         | Giancarlo Alessandrini |

## 1991
| no      | Titre                        | Date de sortie | Histoire                                                                   | Scénario                                                                   | Dessin                                                                                   | Couverture             |
| ------- | ---------------------------- | -------------- | -------------------------------------------------------------------------- | -------------------------------------------------------------------------- | ---------------------------------------------------------------------------------------- | ---------------------- |
| 106     | L'arca ritrovata             | janvier 1991   | Alfredo Castelli                                                           | Alfredo Castelli                                                           | Alessandro Chiarolla / Gino Vercelli                                                     | Giancarlo Alessandrini |
| 107     | Il paese dell'incubo         | février 1991   | Alfredo Castelli                                                           | Alfredo Castelli                                                           | Gino Vercelli                                                                            | Giancarlo Alessandrini |
| 107 bis | La macchina della follia     | février 1991   | Michele Medda, Antonio Serra et Bepi Vigna                                 | Michele Medda, Antonio Serra et Bepi Vigna                                 | Dante Bastianoni                                                                         | Giancarlo Alessandrini |
| 108     | La vendetta di Mister Jinx   | mars 1991      | Alfredo Castelli                                                           | Alfredo Castelli                                                           | Gino Vercelli                                                                            | Giancarlo Alessandrini |
| 109     | L'oceano dei veleni          | avril 1991     | Elio Ottonello                                                             | Alfredo Castelli                                                           | Giancarlo Alessandrini                                                                   | Giancarlo Alessandrini |
| 110     | L'isola nel vento            | mai 1991       | Elio Ottonello                                                             | Alfredo Castelli                                                           | Giancarlo Alessandrini                                                                   | Giancarlo Alessandrini |
| 111     | Gli dei del mare             | juin 1991      | Elio Ottonello / Alfredo Castelli                                          | Alfredo Castelli                                                           | Giancarlo Alessandrini / Nando et Denisio « Esposito Bros. » Esposito                    | Giancarlo Alessandrini |
| 112     | Allan Quatermain             | juillet 1991   | Alfredo Castelli                                                           | Alfredo Castelli                                                           | Nando et Denisio « Esposito Bros. » Esposito avec la collaboration de Fabrizio Busticchi | Giancarlo Alessandrini |
| 113     | Java contro Java             | août 1991      | Alfredo Castelli / Luigi Mignacco avec la collaboration d'Alfredo Castelli | Alfredo Castelli / Luigi Mignacco avec la collaboration d'Alfredo Castelli | Nando et Denisio « Esposito Bros. » Esposito / Gaspare et Gaetano Cassaro                | Giancarlo Alessandrini |
| 114     | Il profeta                   | septembre 1991 | Luigi Mignacco avec la collaboration d'Alfredo Castelli                    | Luigi Mignacco avec la collaboration d'Alfredo Castelli                    | Gaspare et Gaetano Cassaro                                                               | Giancarlo Alessandrini |
| 115     | I guerrieri venuti dal nulla | octobre 1991   | Claudio Chiaverotti                                                        | Claudio Chiaverotti                                                        | Giancarlo Caracuzzo                                                                      | Giancarlo Alessandrini |
| 115 bis | Al centro della terra        | octobre 1991   | Pier Francesco Prosperi                                                    | Pier Francesco Prosperi                                                    | Angelo Maria Ricci                                                                       | Giancarlo Alessandrini |
| 116     | La città nel cielo           | novembre 1991  | Claudio Chiaverotti / Luigi Mignacco                                       | Claudio Chiaverotti / Luigi Mignacco                                       | Giancarlo Caracuzzo / César Alvarez Canete                                               | Giancarlo Alessandrini |
| 117     | L'invenzione del secolo      | décembre 1991  | Luigi Mignacco                                                             | Luigi Mignacco                                                             | César Alvarez Canete                                                                     | Giancarlo Alessandrini |

## 1992
| no      | Titre                         | Date de sortie | Histoire                                  | Scénario                             | Dessin                                   | Couverture             |
| ------- | ----------------------------- | -------------- | ----------------------------------------- | ------------------------------------ | ---------------------------------------- | ---------------------- |
| 118     | Schermo diabolico             | janvier 1992   | Claudio Chiaverotti                       | Claudio Chiaverotti                  | Enrico « Henry » Bagnoli                 | Giancarlo Alessandrini |
| 119     | Ricatto elettronico           | février 1992   | Claudio Chiaverotti / Giuseppe Ferrandino | Claudio Chiaverotti                  | Enrico « Henry » Bagnoli / Gino Vercelli | Giancarlo Alessandrini |
| 119 bis | L'ombra della svastica        | février 1992   | Giuseppe Ferrandino                       | Giuseppe Ferrandino                  | Carlo Cedroni                            | Giancarlo Alessandrini |
| 120     | Il teorema di Ffolkes         | mars 1992      | Claudio Chiaverotti                       | Claudio Chiaverotti                  | Gino Vercelli                            | Giancarlo Alessandrini |
| 121     | Dieci anni dopo               | avril 1992     | Alfredo Castelli                          | Alfredo Castelli                     | Giancarlo Alessandrini                   | Giancarlo Alessandrini |
| 122     | Ricordo senza fine            | mai 1992       | Alfredo Castelli                          | Alfredo Castelli                     | Gino Vercelli                            | Giancarlo Alessandrini |
| 123     | L'uomo programmato            | juin 1992      | Alfredo Castelli                          | Alfredo Castelli                     | Alessandro Chiarolla                     | Giancarlo Alessandrini |
| 124     | Scritto nel destino           | juillet 1992   | Alfredo Castelli                          | Alfredo Castelli                     | Alessandro Chiarolla                     | Giancarlo Alessandrini |
| 125     | Neve d'agosto                 | août 1992      | Michelangelo La Neve                      | Michelangelo La Neve                 | Giancarlo Caracuzzo                      | Giancarlo Alessandrini |
| 126     | Orrore tra i Sumeri           | septembre 1992 | Ade Capone                                | Ade Capone                           | Gaspare et Gaetano Cassaro               | Giancarlo Alessandrini |
| 127     | La Morte Strisciante          | octobre 1992   | Ade Capone                                | Ade Capone                           | Gaspare et Gaetano Cassaro               | Giancarlo Alessandrini |
| 127 bis | L'ultimo mistero              | octobre 1992   | Alessandro Russo et Alfredo Castelli      | Alessandro Russo et Alfredo Castelli | Franco Devescovi                         | Giancarlo Alessandrini |
| 128     | I bambini dagli occhi bianchi | novembre 1992  | Michelangelo La Neve                      | Michelangelo La Neve                 | Paolo Morales                            | Giancarlo Alessandrini |
| 129     | Aria di Baker Street          | décembre 1992  | Carlo Recagno                             | Carlo Recagno                        | Franco Devescovi                         | Giancarlo Alessandrini |

## 1993
| no      | Titre                                  | Date de sortie | Histoire                               | Scénario                               | Dessin                                       | Couverture             |
| ------- | -------------------------------------- | -------------- | -------------------------------------- | -------------------------------------- | -------------------------------------------- | ---------------------- |
| 130     | I mondi impossibili di Sherlock Holmes | janvier 1993   | Carlo Recagno                          | Carlo Recagno                          | Franco Devescovi                             | Giancarlo Alessandrini |
| 131     | La grande illusione                    | février 1993   | Enrico Lotti et Alfredo Castelli       | Enrico Lotti et Alfredo Castelli       | Luigi Coppola                                | Giancarlo Alessandrini |
| 131 bis | Space Shuttle                          | février 1993   | Alfredo Castelli                       | Alfredo Castelli                       | Angelo Maria Ricci                           | Giancarlo Alessandrini |
| 132     | L'olandese volante                     | mars 1993      | Sauro Pennacchioli et Alfredo Castelli | Sauro Pennacchioli et Alfredo Castelli | Alessandro Chiarolla et Michele Pepe         | Giancarlo Alessandrini |
| 133     | Nea Heliopolis                         | avril 1993     | Alfredo Castelli                       | Alfredo Castelli                       | Gino Vercelli                                | Giancarlo Alessandrini |
| 134     | Welcome to Italy                       | mai 1993       | Alfredo Castelli                       | Alfredo Castelli                       | Gino Vercelli                                | Giancarlo Alessandrini |
| 135     | Catacombe!                             | juin 1993      | Michelangelo La Neve                   | Michelangelo La Neve                   | Giancarlo Caracuzzo                          | Giancarlo Alessandrini |
| 136     | Il teatro della memoria                | juillet 1993   | Michelangelo La Neve                   | Michelangelo La Neve                   | Giancarlo Caracuzzo                          | Giancarlo Alessandrini |
| 137     | Il regno delle fate                    | août 1993      | Carlo Recagno                          | Carlo Recagno                          | Nando et Denisio « Esposito Bros. » Esposito | Giancarlo Alessandrini |
| 138     | La Signora del Lago                    | septembre 1993 | Carlo Recagno                          | Carlo Recagno                          | Nando et Denisio « Esposito Bros. » Esposito | Giancarlo Alessandrini |
| 139     | I prigionieri del ciberspazio          | octobre 1993   | Stefano Santarelli                     | Stefano Santarelli                     | Paolo Morales                                | Giancarlo Alessandrini |
| 139 bis | Il ritorno di Jaspar                   | octobre 1993   | Alfredo Castelli                       | Alfredo Castelli                       | Alessandro Chiarolla                         | Giancarlo Alessandrini |
| 140     | Il segreto di Pulcinella               | novembre 1993  | Stefano Santarelli                     | Stefano Santarelli                     | Rodolfo Torti                                | Giancarlo Alessandrini |
| 141     | La smorfia napoletana                  | décembre 1993  | Stefano Santarelli                     | Stefano Santarelli                     | Rodolfo Torti                                | Giancarlo Alessandrini |

## 1994
| no  | Titre                         | Date de sortie | Histoire                                               | Scénario                                               | Dessin                                    | Couverture             |
| --- | ----------------------------- | -------------- | ------------------------------------------------------ | ------------------------------------------------------ | ----------------------------------------- | ---------------------- |
| 142 | Il tredicesimo segno          | janvier 1994   | Alfredo Castelli et Alessandro Russo                   | Alfredo Castelli et Alessandro Russo                   | Franco Devescovi                          | Giancarlo Alessandrini |
| 143 | Casanova                      | février 1994   | Stefano Santarelli                                     | Stefano Santarelli                                     | Luigi Coppola                             | Giancarlo Alessandrini |
| 144 | La biblioteca dimenticata     | mars 1994      | Giuseppe Pederiali                                     | Giuseppe Pederiali                                     | Luigi Siniscalchi                         | Giancarlo Alessandrini |
| 145 | I vendicatori alati           | avril 1994     | Stefano Santarelli                                     | Stefano Santarelli                                     | Rodolfo Torti                             | Giancarlo Alessandrini |
| 146 | Oltre le mura                 | mai 1994       | Roberto Pagliara, Saverio Minutolo et Alfredo Castelli | Roberto Pagliara, Saverio Minutolo et Alfredo Castelli | Gianluigi Coppola                         | Giancarlo Alessandrini |
| 147 | La casa dalle finestre cieche | juin 1994      | Alfredo Castelli et Claudio Chiaverotti                | Alfredo Castelli et Claudio Chiaverotti                | Gaspare et Gaetano Cassaro, Giovanni Nisi | Giancarlo Alessandrini |
| 148 | Decameron!                    | juillet 1994   | Alfredo Castelli                                       | Alfredo Castelli                                       | Lucio Filippucci                          | Giancarlo Alessandrini |
| 149 | Il ritorno dei Magi           | août 1994      | Giuseppe Pederiali                                     | Giuseppe Pederiali                                     | Enrico « Henry » Bagnoli                  | Giancarlo Alessandrini |
| 150 | I Negromanti                  | septembre 1994 | Giuseppe Pederiali                                     | Giuseppe Pederiali                                     | Enrico « Henry » Bagnoli                  | Giancarlo Alessandrini |
| 151 | Incroci pericolosi            | octobre 1994   | Claudio Chiaverotti et Alfredo Castelli                | Claudio Chiaverotti et Alfredo Castelli                | Leone Cimpellin                           | Giancarlo Alessandrini |
| 152 | La città impazzita            | novembre 1994  | Claudio Chiaverotti et Alfredo Castelli                | Claudio Chiaverotti et Alfredo Castelli                | Leone Cimpellin                           | Giancarlo Alessandrini |
| 153 | Diavoli dell'Inferno!         | décembre 1994  | Stefano Santarelli                                     | Stefano Santarelli                                     | Rodolfo Torti                             | Giancarlo Alessandrini |

## 1995
| no  | Titre                            | Date de sortie | Histoire                              | Scénario                              | Dessin                                                                                                 | Couverture             |
| --- | -------------------------------- | -------------- | ------------------------------------- | ------------------------------------- | --- | ---------------------- |
| 154 | Il libro di sabbia               | janvier 1995   | Enrico Lotti et Andrea Pasini         | Enrico Lotti et Andrea Pasini         | Paolo Morales                                                                                          | Giancarlo Alessandrini |
| 155 | L'Aleph                          | février 1995   | Enrico Lotti et Andrea Pasini         | Enrico Lotti et Andrea Pasini         | Paolo Morales et Fabio Grimaldi                                                                        | Giancarlo Alessandrini |
| 156 | L'officina di Efesto             | mars 1995      | Angelino Riggio                       | Pierfrancesco Prosperi                | Giuseppe Montanari et Claudio Piccoli                                                                  | Giancarlo Alessandrini |
| 157 | La palude                        | avril 1995     | Giancarlo Malagutti                   | Giancarlo Malagutti                   | Gianluigi Coppola                                                                                      | Giancarlo Alessandrini |
| 158 | Gli uomini corvo                 | mai 1995       | Bruno Abietti et Vincenzo Beretta     | Vincenzo Beretta                      | Franco Devescovi                                                                                       | Giancarlo Alessandrini |
| 159 | L'isola degli dei                | juin 1995      | Bruno Abietti et Vincenzo Beretta     | Vincenzo Beretta                      | Franco Devescovi                                                                                       | Giancarlo Alessandrini |
| 160 | L'eredità dei Teutoni            | juillet 1995   | Pier Carpi et Alfredo Castelli        | Pier Carpi et Alfredo Castelli        | Lucio Filippucci                                                                                       | Giancarlo Alessandrini |
| 161 | Il volto di Orfeo                | août 1995      | Pier Carpi et Alfredo Castelli        | Pier Carpi et Alfredo Castelli        | Lucio Filippucci                                                                                       | Giancarlo Alessandrini |
| 162 | La Signora delle Vipere          | septembre 1995 | Giuseppe Mangoni                      | Enrico Lotti et Andrea Pasini         | Lucia Arduini                                                                                          | Giancarlo Alessandrini |
| 163 | La cripta e l'incubo             | octobre 1995   | Giuseppe Mangoni                      | Enrico Lotti et Andrea Pasini         | Lucia Arduini                                                                                          | Giancarlo Alessandrini |
| 164 | La vita segreta di Diana Lombard | novembre 1995  | Alfredo Castelli                      | Alfredo Castelli                      | Nando et Denisio « Esposito Bros. » Esposito                                                           | Giancarlo Alessandrini |
| 165 | Bentornato a New York            | décembre 1995  | Alfredo Castelli / Stefano Santarelli | Alfredo Castelli / Stefano Santarelli | Nando et Denisio « Esposito Bros. » Esposito avec la collaboration de Lucio Filippucci / Rodolfo Torti | Giancarlo Alessandrini |

## 1996
| no  | Titre                     | Date de sortie | Histoire                                                                                | Scénario                                            | Dessin                                 | Couverture             |
| --- | ------------------------- | -------------- | --------------------------------------------------------------------------------------- | --------------------------------------------------- | -------------------------------------- | ---------------------- |
| 166 | La foresta incantata      | janvier 1996   | Stefano Santarelli                                                                      | Stefano Santarelli                                  | Rodolfo Torti                          | Giancarlo Alessandrini |
| 167 | Obiettivo Apocalisse      | février 1996   | Massimiliano Palombi                                                                    | Massimiliano Palombi                                | Luigi Coppola                          | Giancarlo Alessandrini |
| 168 | Il ritorno di Jack        | mars 1996      | Carlo Recagno                                                                           | Carlo Recagno                                       | Gianluigi Coppola et Michele Pepe      | Giancarlo Alessandrini |
| 169 | L'enigma di Boris Grigov  | avril 1996     | Enrico « Henry » Bagnoli et Renata Pfeiffer                                             | Enrico « Henry » Bagnoli et Renata Pfeiffer         | Enrico « Henry » Bagnoli               | Giancarlo Alessandrini |
| 170 | La pietra della vita      | mai 1996       | Enrico « Henry » Bagnoli et Renata Pfeiffer                                             | Enrico « Henry » Bagnoli et Renata Pfeiffer         | Enrico « Henry » Bagnoli               | Giancarlo Alessandrini |
| 171 | Le macchie di Rorschach   | juin 1996      | Giuseppe Mangoni et Andrea Pasini                                                       | Andrea Pasini                                       | Luigi Coppola                          | Giancarlo Alessandrini |
| 172 | Il nemico invisibile      | juillet 1996   | Vincenzo Beretta, Leonardo Gajo et Domenico Gandolfi                                    | Vincenzo Beretta                                    | Franco Devescovi                       | Giancarlo Alessandrini |
| 173 | I cavalieri di San Romano | août 1996      | Vincenzo Beretta, Leonardo Gajo et Domenico Gandolfi / Lucia Strufaldi et Carlo Recagno | Vincenzo Beretta / Lucia Strufaldi et Carlo Recagno | Franco Devescovi / Rodolfo Torti       | Giancarlo Alessandrini |
| 174 | Affari di famiglia        | septembre 1996 | Lucia Strufaldi et Carlo Recagno / Alfredo Castelli                                     | Lucia Strufaldi et Carlo Recagno / Alfredo Castelli | Rodolfo Torti / Giancarlo Alessandrini | Giancarlo Alessandrini |
| 175 | Docteur Mystère           | octobre 1996   | Alfredo Castelli                                                                        | Alfredo Castelli                                    | Giancarlo Alessandrini                 | Giancarlo Alessandrini |
| 176 | Lo spirito del tatuaggio  | novembre 1996  | Roberto Pagliara et Saverio Minutolo                                                    | Roberto Pagliara et Saverio Minutolo                | Lucia Arduini                          | Giancarlo Alessandrini |
| 177 | L'ultimo nomade           | décembre 1996  | Roberto Pagliara et Saverio Minutolo                                                    | Roberto Pagliara et Saverio Minutolo                | Lucia Arduini                          | Giancarlo Alessandrini |

## 1997
| no  | Titre                          | Date de sortie | Histoire                                                    | Scénario                                                    | Dessin                                                     | Couverture             |
| --- | ------------------------------ | -------------- | ----------------------------------------------------------- | ----------------------------------------------------------- | ---------------------------------------------------------- | ---------------------- |
| 178 | Il gigante sommerso            | janvier 1997   | Massimiliano Palombi                                        | Massimiliano Palombi                                        | Paolo Ongaro                                               | Giancarlo Alessandrini |
| 179 | Affondate il Titanic!          | février 1997   | Massimiliano Palombi / Bruno Bonetti                        | Massimiliano Palombi / Bruno Bonetti                        | Paolo Ongaro / Giancarlo Alessandrini                      | Giancarlo Alessandrini |
| 180 | Il Signore del Nilo            | mars 1997      | Bruno Bonetti et Carlo Recagno / Vincenzo Beretta           | Bruno Bonetti et Carlo Recagno / Vincenzo Beretta           | Giancarlo Alessandrini / Rodolfo Torti                     | Giancarlo Alessandrini |
| 181 | I cavalieri del tempio         | avril 1997     | Vincenzo Beretta                                            | Vincenzo Beretta                                            | Rodolfo Torti                                              | Giancarlo Alessandrini |
| 182 | Palenque!                      | mai 1997       | Vincenzo Beretta / Alfredo Castelli                         | Vincenzo Beretta / Alfredo Castelli                         | Rodolfo Torti / Franco Devescovi                           | Giancarlo Alessandrini |
| 183 | Il mistero della Grande Mela   | juin 1997      | Alfredo Castelli                                            | Alfredo Castelli                                            | Franco Devescovi                                           | Giancarlo Alessandrini |
| 184 | Il segreto di Peter Stuyvesant | juillet 1997   | Alfredo Castelli                                            | Alfredo Castelli                                            | Franco Devescovi / Giancarlo Alessandrini                  | Giancarlo Alessandrini |
| 185 | I sentieri del destino         | août 1997      | Noemi Maria Degli Occhi                                     | Andrea Pasini                                               | Lucia Arduini                                              | Giancarlo Alessandrini |
| 186 | Sulle tracce dell'invisibile   | septembre 1997 | Stefano Santarelli                                          | Stefano Santarelli                                          | Luigi Coppola                                              | Giancarlo Alessandrini |
| 187 | Il sarcofago di pietra         | octobre 1997   | Paolo Morales                                               | Paolo Morales                                               | Paolo Morales et Fabio Grimaldi                            | Giancarlo Alessandrini |
| 188 | La regina di Saba              | novembre 1997  | Paolo Morales                                               | Paolo Morales                                               | Paolo Morales et Fabio Grimaldi                            | Giancarlo Alessandrini |
| 189 | Dieci enigmi per dieci città   | décembre 1997  | Paolo Morales / Enrico « Henry » Bagnoli et Renata Pfeiffer | Paolo Morales / Enrico « Henry » Bagnoli et Renata Pfeiffer | Paolo Morales et Fabio Grimaldi / Enrico « Henry » Bagnoli | Giancarlo Alessandrini |

## 1998
| no  | Titre                         | Date de sortie | Histoire                                                        | Scénario                                                        | Dessin                                                                      | Couverture             |
| --- | ----------------------------- | -------------- | --------------------------------------------------------------- | --------------------------------------------------------------- | --------------------------------------------------------------------------- | ---------------------- |
| 190 | La pista cifrata              | janvier 1998   | Enrico « Henry » Bagnoli et Renata Pfeiffer                     | Enrico « Henry » Bagnoli et Renata Pfeiffer                     | Enrico « Henry » Bagnoli                                                    | Giancarlo Alessandrini |
| 191 | Il caso Majorana              | février 1998   | Alfredo Castelli                                                | Alfredo Castelli                                                | Pino Rinaldi et Lucio Filippucci                                            | Giancarlo Alessandrini |
| 192 | La pietra di Jivaka           | mars 1998      | Alfredo Castelli / Riccardo Borgogno et Pier Francesco Prosperi | Alfredo Castelli / Riccardo Borgogno et Pier Francesco Prosperi | Lucio Filippucci / Giuseppe Montanari et Claudio Piccoli                    | Giancarlo Alessandrini |
| 193 | L'isola delle rose            | avril 1998     | Riccardo Borgogno et Pier Francesco Prosperi / Alfredo Castelli | Riccardo Borgogno et Pier Francesco Prosperi / Alfredo Castelli | Giuseppe Montanari et Claudio Piccoli / Rodolfo Torti                       | Giancarlo Alessandrini |
| 194 | La terra trema!               | mai 1998       | Alfredo Castelli                                                | Alfredo Castelli                                                | Rodolfo Torti                                                               | Giancarlo Alessandrini |
| 195 | L'albergo sulla scogliera     | juin 1998      | Stefano Vietti                                                  | Stefano Vietti                                                  | Franco Devescovi                                                            | Giancarlo Alessandrini |
| 196 | La città dei cinque anelli    | juillet 1998   | Alfredo Castelli                                                | Alfredo Castelli                                                | Nando et Denisio « Esposito Bros. » Esposito ()                             | Giancarlo Alessandrini |
| 197 | UFO 1896                      | août 1998      | Alfredo Castelli / Andrea Carlo Cappi et Andrea Pasini          | Alfredo Castelli / Andrea Carlo Cappi et Andrea Pasini          | Nando et Denisio « Esposito Bros. » Esposito / Lucia Arduini                | Giancarlo Alessandrini |
| 198 | Il Paradiso non può attendere | septembre 1998 | Andrea Carlo Cappi et Andrea Pasini / Paolo Morales             | Andrea Carlo Cappi et Andrea Pasini / Paolo Morales             | Lucia Arduini / Paolo Morales et Fabio Grimaldi                             | Giancarlo Alessandrini |
| 199 | Operazione Gengis Khan        | octobre 1998   | Paolo Morales                                                   | Paolo Morales                                                   | Paolo Morales et Fabio Grimaldi                                             | Giancarlo Alessandrini |
| 200 | Lo spettro della luce         | novembre 1998  | Alfredo Castelli avec la collaboration de Vincenzo Beretta      | Alfredo Castelli avec la collaboration de Vincenzo Beretta      | Giancarlo Alessandrini, Franco Devescovi, Lucio Filippucci et Rodolfo Torti | Giancarlo Alessandrini |
| 201 | Il trono di Hampton           | décembre 1998  | Marco Berrini et Andrea Pasini                                  | Marco Berrini et Andrea Pasini                                  | Luigi Coppola                                                               | Giancarlo Alessandrini |

## 1999
| no      | Titre                       | Date de sortie | Histoire                                                       | Scénario                                                       | Dessin                                                          | Couverture             |
| ------- | --------------------------- | -------------- | -------------------------------------------------------------- | -------------------------------------------------------------- | --------------------------------------------------------------- | ---------------------- |
| 202     | I guerrieri del lupo        | janvier 1999   | Marco Deplano                                                  | Marco Deplano                                                  | Rodolfo Torti                                                   | Giancarlo Alessandrini |
| 203     | L'occhio di Odino           | février 1999   | Marco Deplano                                                  | Marco Deplano                                                  | Rodolfo Torti                                                   | Giancarlo Alessandrini |
| 204     | Il ritorno di Billiken      | mars 1999      | Alfredo Castelli                                               | Alfredo Castelli                                               | Paolo Ongaro                                                    | Giancarlo Alessandrini |
| 205     | Alla corte del Re Sole      | avril 1999     | Alfredo Castelli / Enrico « Henry » Bagnoli et Renata Pfeiffer | Alfredo Castelli / Enrico « Henry » Bagnoli et Renata Pfeiffer | Paolo Ongaro / Enrico « Henry » Bagnoli                         | Giancarlo Alessandrini |
| 206     | La maschera e il volto      | mai 1999       | Enrico « Henry » Bagnoli et Renata Pfeiffer                    | Enrico « Henry » Bagnoli et Renata Pfeiffer                    | Enrico « Henry » Bagnoli                                        | Giancarlo Alessandrini |
| 206 bis | Il segreto della mummia     | mai 1999       | Paolo Ongaro                                                   | Paolo Ongaro                                                   | Paolo Ongaro                                                    | Giancarlo Alessandrini |
| 207     | L'enigma del Sator          | juin 1999      | Marco Bertoli et Andrea Pasini                                 | Marco Bertoli et Andrea Pasini                                 | Franco Devescovi                                                | Giancarlo Alessandrini |
| 208     | Verso l'Apocalisse          | juillet 1999   | Marco Bertoli et Andrea Pasini / Enzo Verrengia                | Marco Bertoli et Andrea Pasini / Enzo Verrengia                | Franco Devescovi / Nando et Denisio « Esposito Bros. » Esposito | Giancarlo Alessandrini |
| 209     | Zeppelin!                   | août 1999      | Enzo Verrengia                                                 | Enzo Verrengia                                                 | Nando et Denisio « Esposito Bros. » Esposito                    | Giancarlo Alessandrini |
| 210     | Il virus di fine millennio  | septembre 1999 | Enzo Verrengia / Alfredo Castelli                              | Enzo Verrengia / Alfredo Castelli                              | Nando et Denisio « Esposito Bros. » Esposito / Rodolfo Torti    | Giancarlo Alessandrini |
| 211     | La macchina dell'Armageddon | octobre 1999   | Alfredo Castelli                                               | Alfredo Castelli                                               | Rodolfo Torti                                                   | Giancarlo Alessandrini |
| 212     | Countdown: meno uno         | novembre 1999  | Alfredo Castelli                                               | Alfredo Castelli                                               | Giancarlo Alessandrini                                          | Giancarlo Alessandrini |
| 213     | La fine?                    | décembre 1999  | Alfredo Castelli                                               | Alfredo Castelli                                               | Giancarlo Alessandrini                                          | Giancarlo Alessandrini |

## 2000
| no  | Titre                   | Date de sortie | Histoire                            | Scénario                            | Dessin                                    | Couverture             |
| --- | ----------------------- | -------------- | ----------------------------------- | ----------------------------------- | ----------------------------------------- | ---------------------- |
| 214 | Minaccia dalle stelle   | janvier 2000   | Marco Deplano                       | Marco Deplano                       | Rodolfo Torti                             | Giancarlo Alessandrini |
| 215 | Fantasmi di altri mondi | février 2000   | Marco Deplano                       | Marco Deplano                       | Rodolfo Torti                             | Giancarlo Alessandrini |
| 216 | 29 febbraio             | mars 2000      | Andrea Pasini                       | Andrea Pasini                       | Giovanni Romanini                         | Giancarlo Alessandrini |
| 217 | D'improvviso una notte  | avril 2000     | Paolo Morales                       | Paolo Morales                       | Luisa Zancanella                          | Giancarlo Alessandrini |
| 218 | L'essenza del male      | mai 2000       | Paolo Morales                       | Paolo Morales                       | Luisa Zancanella                          | Giancarlo Alessandrini |
| 219 | Il regno delle amazzoni | juin 2000      | Andrea Carlo Cappi et Andrea Pasini | Andrea Carlo Cappi et Andrea Pasini | Lucia Arduini                             | Giancarlo Alessandrini |
| 220 | L'impero segreto        | juillet 2000   | Andrea Carlo Cappi et Andrea Pasini | Andrea Carlo Cappi et Andrea Pasini | Lucia Arduini                             | Giancarlo Alessandrini |
| 221 | "Strano ma vero!"       | août 2000      | Alfredo Castelli                    | Alfredo Castelli                    | Giancarlo Alessandrini                    | Giancarlo Alessandrini |
| 222 | Il libro di Kells       | septembre 2000 | Alfredo Castelli / Vincenzo Beretta | Alfredo Castelli / Vincenzo Beretta | Giancarlo Alessandrini / Franco Devescovi | Giancarlo Alessandrini |
| 223 | Un altro mondo          | octobre 2000   | Vincenzo Beretta                    | Vincenzo Beretta                    | Franco Devescovi                          | Giancarlo Alessandrini |
| 224 | L'isola dei morti       | novembre 2000  | Andrea Pasini et Marco Berrini      | Andrea Pasini et Marco Berrini      | Luigi Coppola                             | Giancarlo Alessandrini |
| 225 | Oltre la soglia         | décembre 2000  | Andrea Pasini et Marco Berrini      | Andrea Pasini et Marco Berrini      | Luigi Coppola                             | Giancarlo Alessandrini |

## 2001
| no  | Titre                        | Date de sortie | Histoire                                                                        | Scénario                                                                        | Dessin                                  | Couverture             |
| --- | ---------------------------- | -------------- | ------------------------------------------------------------------------------- | ------------------------------------------------------------------------------- | --------------------------------------- | ---------------------- |
| 226 | La grande truffa             | janvier 2001   | Vincenzo Beretta                                                                | Alfredo Castelli                                                                | Rodolfo Torti                           | Giancarlo Alessandrini |
| 227 | Il giorno che non esisteva   | février 2001   | Andrea Pasini                                                                   | Andrea Pasini                                                                   | Giovanni Romanini                       | Giancarlo Alessandrini |
| 228 | Furia omicida                | mars 2001      | Paolo Morales                                                                   | Paolo Morales                                                                   | Paolo Morales et Fabio Grimaldi         | Giancarlo Alessandrini |
| 229 | L'inarrestabile killer       | avril 2001     | Paolo Morales                                                                   | Paolo Morales                                                                   | Paolo Morales et Fabio Grimaldi         | Giancarlo Alessandrini |
| 230 | La formula di Ramanujan      | mai 2001       | Marco Abate                                                                     | Marco Abate                                                                     | Paolo Ongaro                            | Giancarlo Alessandrini |
| 231 | Incubo ad Haiti              | juin 2001      | Marco Deplano                                                                   | Marco Deplano                                                                   | Giovanni Romanini                       | Giancarlo Alessandrini |
| 232 | Il potere dei Loa            | juillet 2001   | Marco Deplano                                                                   | Marco Deplano                                                                   | Giovanni Romanini                       | Giancarlo Alessandrini |
| 233 | Massacro al Rick's Club      | août 2001      | Renata Pfeiffer et Enrico « Henry » Bagnoli                                     | Renata Pfeiffer et Enrico « Henry » Bagnoli                                     | Enrico « Henry » Bagnoli                | Giancarlo Alessandrini |
| 234 | Il mistero dei nani di gesso | septembre 2001 | Renata Pfeiffer et Enrico « Henry » Bagnoli / Francesco Artibani et Tito Faraci | Renata Pfeiffer et Enrico « Henry » Bagnoli / Francesco Artibani et Tito Faraci | Enrico « Henry » Bagnoli / Paolo Ongaro | Giancarlo Alessandrini |
| 235 | Minaccia dal passato         | octobre 2001   | Francesco Artibani et Tito Faraci / Alessandro Russo                            | Francesco Artibani et Tito Faraci / Alessandro Russo                            | Paolo Ongaro / Fabrizio Russo           | Giancarlo Alessandrini |
| 236 | Martin Mystère: Uomo in Nero | novembre 2001  | Alessandro Russo                                                                | Alessandro Russo                                                                | Fabrizio Russo                          | Giancarlo Alessandrini |
| 237 | Il richiamo dell'abisso      | décembre 2001  | Alessandro Russo / Bruno Bonetti                                                | Alessandro Russo / Bruno Bonetti                                                | Fabrizio Russo / Giovanni Romanini      | Giancarlo Alessandrini |

## 2002
| no  | Titre                            | Date de sortie | Histoire                                                   | Scénario                                                   | Dessin                                       | Couverture             |
| --- | -------------------------------- | -------------- | ---------------------------------------------------------- | ---------------------------------------------------------- | -------------------------------------------- | ---------------------- |
| 238 | La leggenda di Ulisse            | janvier 2002   | Bruno Bonetti                                              | Bruno Bonetti                                              | Giovanni Romanini                            | Giancarlo Alessandrini |
| 239 | Il lato oscuro della Luna        | février 2002   | Bruno Bonetti / Stefano Santarelli et Michelangelo La Neve | Bruno Bonetti / Stefano Santarelli et Michelangelo La Neve | Giovanni Romanini / Luisa Zancanella         | Giancarlo Alessandrini |
| 240 | Il ragazzo che sapeva tutto      | mars 2002      | Michelangelo La Neve et Stefano Santarelli                 | Michelangelo La Neve et Stefano Santarelli                 | Luisa Zancanella                             | Giancarlo Alessandrini |
| 241 | Vent'anni di mysteri             | avril 2002     | Alfredo Castelli                                           | Alfredo Castelli                                           | Giancarlo Alessandrini                       | Giancarlo Alessandrini |
| 242 | La scure incantata               | mai 2002       | Alfredo Castelli                                           | Alfredo Castelli                                           | Franco Devescovi                             | Giancarlo Alessandrini |
| 243 | L'astronave degli esseri perduti | juin 2002      | Alfredo Castelli                                           | Alfredo Castelli                                           | Franco Devescovi                             | Giancarlo Alessandrini |
| 244 | La vendetta di Loki              | juillet 2002   | Carlo Recagno                                              | Carlo Recagno                                              | Nando e Denisio « Esposito Bros. » Esposito  | Giancarlo Alessandrini |
| 245 | L'ira del cielo                  | août 2002      | Carlo Recagno                                              | Carlo Recagno                                              | Nando et Denisio « Esposito Bros. » Esposito | Giancarlo Alessandrini |
| 246 | La città degli angeli            | septembre 2002 | Carlo Recagno                                              | Carlo Recagno                                              | Nando et Denisio « Esposito Bros. » Esposito | Giancarlo Alessandrini |
| 247 | I tecnomanti                     | octobre 2002   | Alessandro Russo                                           | Alessandro Russo                                           | Fabrizio Russo                               | Giancarlo Alessandrini |
| 248 | Le sabbie dell'Asia Centrale     | novembre 2002  | Stefano Vietti                                             | Stefano Vietti                                             | Rodolfo Torti                                | Giancarlo Alessandrini |
| 249 | Un mondo sotterraneo             | décembre 2002  | Stefano Vietti / Gino Udina                                | Stefano Vietti / Gino Udina                                | Rodolfo Torti / Giovanni Romanini            | Giancarlo Alessandrini |

## 2003
| no  | Titre                           | Date de sortie | Histoire                                   | Scénario                                   | Dessin                                       | Couverture             |
| --- | ------------------------------- | -------------- | ------------------------------------------ | ------------------------------------------ | -------------------------------------------- | ---------------------- |
| 250 | La tigre e il drago             | janvier 2003   | Gino Udina                                 | Gino Udina                                 | Giovanni Romanini                            | Giancarlo Alessandrini |
| 251 | Incubo tra i ghiacci            | février 2003   | Paolo Morales                              | Paolo Morales                              | Paolo Morales et Fabio Grimaldi              | Giancarlo Alessandrini |
| 252 | Nautilus!                       | mars 2003      | Stefano Vietti                             | Stefano Vietti                             | Paolo Ongaro                                 | Giancarlo Alessandrini |
| 253 | Gli adoratori di Kalì           | avril 2003     | Paolo Morales                              | Paolo Morales                              | Fabrizio Russo                               | Giancarlo Alessandrini |
| 254 | Il fuoco dell'odio              | mai 2003       | Paolo Morales                              | Paolo Morales                              | Fabrizio Russo                               | Giancarlo Alessandrini |
| 255 | I padroni del caos              | juin 2003      | Alessandro Russo                           | Alessandro Russo                           | Nando et Denisio « Esposito Bros. » Esposito | Giancarlo Alessandrini |
| 256 | Gli immortali                   | juillet 2003   | Luca Galoppo                               | Pier Francesco Prosperi                    | Enrico « Henry » Bagnoli                     | Giancarlo Alessandrini |
| 257 | Fantasmi a Malta                | août 2003      | Domenico Gandolfi                          | Domenico Gandolfi                          | Luigi Coppola                                | Giancarlo Alessandrini |
| 258 | Il frutto proibito              | septembre 2003 | Stefano Santarelli et Michelangelo la Neve | Stefano Santarelli et Michelangelo la Neve | Rodolfo Torti                                | Giancarlo Alessandrini |
| 259 | La principessa dal cuore gelido | octobre 2003   | Stefano Santarelli et Michelangelo La Neve | Stefano Santarelli et Michelangelo La Neve | Rodolfo Torti                                | Giancarlo Alessandrini |
| 260 | Il destino di Annabel Lee       | novembre 2003  | Alfredo Castelli                           | Alfredo Castelli                           | Luigi Coppola                                | Giancarlo Alessandrini |
| 261 | Gli uomini del blues            | décembre 2003  | Michelangelo La Neve et Stefano Santarelli | Michelangelo La Neve et Stefano Santarelli | Lucio Leoni e Roberto Cardinale              | Giancarlo Alessandrini |

## 2004
| no  | Titre                       | Date de sortie | Histoire                                                     | Scénario                                                     | Dessin                               | Couverture             |
| --- | --------------------------- | -------------- | ------------------------------------------------------------ | ------------------------------------------------------------ | ------------------------------------ | ---------------------- |
| 262 | Gli incappucciati           | janvier 2004   | Michelangelo La Neve et Stefano Santarelli                   | Michelangelo La Neve et Stefano Santarelli                   | Lucio Leoni et Roberto Cardinale     | Giancarlo Alessandrini |
| 263 | Lo scrigno dell'imperatrice | février 2004   | Stefano Vietti                                               | Stefano Vietti                                               | Enrico « Henry » Bagnoli             | Giancarlo Alessandrini |
| 264 | I predatori                 | mars 2004      | Paolo Morales                                                | Paolo Morales                                                | Fabio Grimaldi                       | Giancarlo Alessandrini |
| 265 | Le pietre di Carnac         | avril 2004     | Alessandro Bilotta                                           | Alessandro Bilotta                                           | Luigi Coppola                        | Giancarlo Alessandrini |
| 266 | Il ladro di ricordi         | mai 2004       | Federico Memola                                              | Federico Memola et Francesco Donato                          | Rodolfo Torti                        | Giancarlo Alessandrini |
| 267 | La terra dei giganti        | juin 2004      | Michelangelo La Neve et Stefano Santarelli                   | Michelangelo La Neve et Stefano Santarelli                   | Alfredo Orlandi et Roberto Cardinale | Giancarlo Alessandrini |
| 268 | La pietra caduta dal cielo  | juillet 2004   | Alfredo Castelli / Claudio Chiaverotti et Alfredo Castelli   | Alfredo Castelli / Claudio Chiaverotti et Alfredo Castelli   | Lucio Filippucci / Giovanni Romanini | Giancarlo Alessandrini |
| 269 | Programma "Multilife"       | août 2004      | Claudio Chiaverotti et Alfredo Castelli                      | Claudio Chiaverotti et Alfredo Castelli                      | Giovanni Romanini                    | Giancarlo Alessandrini |
| 270 | Il gatto che sapeva leggere | septembre 2004 | Alfredo Castelli                                             | Alfredo Castelli                                             | Franco Devescovi                     | Giancarlo Alessandrini |
| 271 | L'ora dei lupi              | octobre 2004   | Alfredo Castelli / Federico Memola                           | Alfredo Castelli / Federico Memola                           | Franco Devescovi / Luigi Coppola     | Giancarlo Alessandrini |
| 272 | La notte dei non-morti      | novembre 2004  | Federico Memola / Michelangelo La Neve et Stefano Santarelli | Federico Memola / Michelangelo La Neve et Stefano Santarelli | Luigi Coppola / Giovanni Romanini    | Giancarlo Alessandrini |
| 273 | Il club degli spadaccini    | décembre 2004  | Michelangelo La Neve et Stefano Santarelli                   | Michelangelo La Neve et Stefano Santarelli                   | Giovanni Romanini                    | Giancarlo Alessandrini |

## 2005
| no  | Titre                          | Date de sortie | Histoire                                                      | Scénario                                                      | Dessin                                                   | Couverture             |
| --- | ------------------------------ | -------------- | ------------------------------------------------------------- | ------------------------------------------------------------- | -------------------------------------------------------- | ---------------------- |
| 274 | La cella n.13                  | janvier 2005   | Michelangelo La Neve et Stefano Santarelli / Alfredo Castelli | Michelangelo La Neve et Stefano Santarelli / Alfredo Castelli | Giovanni Romanini / Alfredo Orlandi et Roberto Cardinale | Giancarlo Alessandrini |
| 275 | Colpevole di omicidio          | février 2005   | Alfredo Castelli                                              | Alfredo Castelli                                              | Alfredo Orlandi et Roberto Cardinale                     | Giancarlo Alessandrini |
| 276 | Assassino implacabile          | mars 2005      | Stefano Vietti                                                | Stefano Vietti                                                | Enrico « Henry » Bagnoli                                 | Giancarlo Alessandrini |
| 277 | Doppia personalità             | avril 2005     | Paolo Morales                                                 | Paolo Morales                                                 | Fabio Grimaldi                                           | Giancarlo Alessandrini |
| 278 | Gli Illuminati                 | mai 2005       | Paolo Morales                                                 | Paolo Morales                                                 | Fabio Grimaldi                                           | Giancarlo Alessandrini |
| 279 | Il destino di Atlantide        | juin 2005      | Alfredo Castelli                                              | Alfredo Castelli                                              | Roberto Cardinale et Alfredo Orlandi                     | Giancarlo Alessandrini |
| 280 | Ritorno alla Terra che non c'è | août 2005      | Carlo Recagno                                                 | Carlo Recagno                                                 | Rodolfo Torti                                            | Giancarlo Alessandrini |
| 281 | La tredicesima fatica          | octobre 2005   | Alfredo Castelli                                              | Alfredo Castelli                                              | Daniele Caluri                                           | Giancarlo Alessandrini |
| 282 | Il Budda d'oro                 | décembre 2005  | Stefano Santarelli et Michelangelo La Neve                    | Stefano Santarelli et Michelangelo La Neve                    | Luisa Zancanella                                         | Giancarlo Alessandrini |

## 2006
| no  | Titre                     | Date de sortie | Histoire                                   | Scénario                                   | Dessin                                       | Couverture             |
| --- | ------------------------- | -------------- | ------------------------------------------ | ------------------------------------------ | -------------------------------------------- | ---------------------- |
| 283 | Il castigo degli Elohim   | février 2006   | Alfredo Castelli                           | Alfredo Castelli                           | Franco Devescovi                             | Giancarlo Alessandrini |
| 284 | Il pavone dell'Imperatore | avril 2006     | Stefano Santarelli et Michelangelo La Neve | Stefano Santarelli et Michelangelo La Neve | Luigi Coppola                                | Giancarlo Alessandrini |
| 285 | Il grande Houdini         | juin 2006      | Alfredo Castelli                           | Alfredo Castelli                           | Paolo Ongaro                                 | Giancarlo Alessandrini |
| 286 | L'orrore di Cape Rock     | août 2006      | Stefano Vietti                             | Stefano Vietti                             | Enrico « Henry » Bagnoli et Maurizio Gradin  | Giancarlo Alessandrini |
| 287 | Il tesoro di Capitan Kidd | octobre 2006   | Alfredo Castelli                           | Alfredo Castelli                           | Giancarlo Alessandrini                       | Giancarlo Alessandrini |
| 288 | Grendel!                  | décembre 2006  | Carlo Recagno                              | Carlo Recagno                              | Nando et Denisio « Esposito Bros. » Esposito | Giancarlo Alessandrini |

## 2007
| no  | Titre                              | Date de sortie | Histoire         | Scénario         | Dessin                                       | Couverture             |
| --- | ---------------------------------- | -------------- | ---------------- | ---------------- | -------------------------------------------- | ---------------------- |
| 289 | L'ultimo viaggio di Amelia Earhart | février 2007   | Paolo Morales    | Paolo Morales    | Fabio Grimaldi                               | Giancarlo Alessandrini |
| 290 | Emoticon :-(                       | avril 2007     | Paolo Morales    | Paolo Morales    | Giancarlo Alessandrini                       | Giancarlo Alessandrini |
| 291 | Il codice Caravaggio               | juin 2007      | Alfredo Castelli | Alfredo Castelli | Daniele Caluri                               | Giancarlo Alessandrini |
| 292 | Il sole nero                       | août 2007      | Carlo Recagno    | Carlo Recagno    | Nando et Denisio « Esposito Bros. » Esposito | Giancarlo Alessandrini |
| 293 | Homunculus                         | octobre 2007   | Carlo Recagno    | Carlo Recagno    | Luigi Coppola                                | Giancarlo Alessandrini |
| 294 | Ricordi dal futuro                 | décembre 2007  | Carlo Recagno    | Carlo Recagno    | Rodolfo Torti                                | Giancarlo Alessandrini |

## 2008
| no  | Titre                         | Date de sortie | Histoire                           | Scénario                           | Dessin | Couverture             |
| --- | ----------------------------- | -------------- | ---------------------------------- | ---------------------------------- | --- | ---------------------- |
| 295 | Cospirazione Luna             | février 2008   | Alfredo Castelli et Stefano Vietti | Alfredo Castelli et Stefano Vietti | Enrico « Henry » Bagnoli et Maurizio Gradin | Giancarlo Alessandrini |
| 296 | Java, addio!                  | avril 2008     | Paolo Morales                      | Paolo Morales                      | Paolo Morales et Davide De Cubellis | Giancarlo Alessandrini |
| 297 | L'orrore oltre la soglia      | juin 2008      | Paolo Morales                      | Paolo Morales                      | Fabio Grimaldi | Giancarlo Alessandrini |
| 298 | L’uomo senza memoria          | août 2008      | Paolo Morales                      | Paolo Morales                      | Giancarlo Alessandrini | Giancarlo Alessandrini |
| 299 | Il segreto di Giovanna d’Arco | octobre 2008   | Carlo Recagno                      | Carlo Recagno                      | Nando et Denisio « Esposito Bros. » Esposito | Giancarlo Alessandrini |
| 300 | I Sette Signori dell'Iride    | décembre 2008  | Carlo Recagno                      | Carlo Recagno                      | Giancarlo Alessandrini, Bruno Brindisi, Daniele Caluri, Nando et Denisio « Esposito Bros. » Esposito, Lucio Filippucci, Giovanni Freghieri, Corrado Roi et Rodolfo Torti | Giancarlo Alessandrini |

## 2009
| no  | Titre                | Date de sortie | Histoire         | Scénario         | Dessin                                      | Couverture             |
| --- | -------------------- | -------------- | ---------------- | ---------------- | ------------------------------------------- | ---------------------- |
| 301 | Gli dei del tramonto | février 2009   | Luigi Mignacco   | Luigi Mignacco   | Giovanni Romanini                           | Giancarlo Alessandrini |
| 302 | Meteore              | avril 2009     | Pasquale Ruju    | Pasquale Ruju    | Sergio Tuis                                 | Giancarlo Alessandrini |
| 303 | Bowie Knife          | juin 2009      | Alfredo Castelli | Alfredo Castelli | Paolo Ongaro                                | Giancarlo Alessandrini |
| 304 | La città proibita    | août 2009      | Paolo Morales    | Paolo Morales    | Paolo Morales et Davide De Cubellis         | Giancarlo Alessandrini |
| 305 | L’ultimo convoglio   | octobre 2009   | Paolo Morales    | Paolo Morales    | Fabio Grimaldi                              | Giancarlo Alessandrini |
| 306 | Magico Natale        | décembre 2009  | Luigi Mignacco   | Luigi Mignacco   | Enrico « Henry » Bagnoli et Maurizio Gradin | Giancarlo Alessandrini |

## 2010
| no  | Titre                               | Date de sortie | Histoire         | Scénario         | Dessin                                       | Couverture             |
| --- | ----------------------------------- | -------------- | ---------------- | ---------------- | -------------------------------------------- | ---------------------- |
| 307 | Polvere d'oro                       | février 2010   | Paolo Morales    | Paolo Morales    | Giancarlo Alessandrini                       | Giancarlo Alessandrini |
| 308 | Il tesoro di Didone                 | avril 2010     | Paolo Morales    | Paolo Morales    | Roberto Cardinale et Alfredo Orlandi         | Giancarlo Alessandrini |
| 309 | Il prigioniero della laguna         | juin 2010      | Carlo Recagno    | Carlo Recagno    | Luigi Coppola                                | Giancarlo Alessandrini |
| 310 | Il carcere degli esseri impossibili | août 2010      | Stefano Vietti   | Stefano Vietti   | Franco Devescovi                             | Giancarlo Alessandrini |
| 311 | L'orizzonte degli eventi            | octobre 2010   | Paolo Morales    | Paolo Morales    | Giancarlo Alessandrini                       | Giancarlo Alessandrini |
| 312 | Il ritorno della bestia             | décembre 2010  | Alfredo Castelli | Alfredo Castelli | Nando et Denisio « Esposito Bros. » Esposito | Giancarlo Alessandrini |

## 2011
| no  | Titre                       | Date de sortie | Histoire         | Scénario         | Dessin                                       | Couverture             |
| --- | --------------------------- | -------------- | ---------------- | ---------------- | -------------------------------------------- | ---------------------- |
| 313 | L'uomo che visse nel futuro | février 2011   | Paolo Morales    | Paolo Morales    | Giovanni Romanini                            | Giancarlo Alessandrini |
| 314 | La marea grigia             | avril 2011     | Luigi Mignacco   | Luigi Mignacco   | Paolo Ongaro                                 | Giancarlo Alessandrini |
| 315 | Con la coda dell'occhio     | juin 2011      | Carlo Recagno    | Carlo Recagno    | Nando et Denisio « Esposito Bros. » Esposito | Giancarlo Alessandrini |
| 316 | Il verdetto di Cassiopea    | août 2011      | Paolo Morales    | Paolo Morales    | Paolo Morales et Davide De Cubellis          | Giancarlo Alessandrini |
| 317 | Longitudine zero            | octobre 2011   | Alfredo Castelli | Alfredo Castelli | Giulio Camagni                               | Giancarlo Alessandrini |
| 318 | La terza stirpe             | décembre 2011  | Paolo Morales    | Paolo Morales    | Fabio Grimaldi                               | Giancarlo Alessandrini |

## 2012
| no  | Titre                  | Date de sortie | Histoire         | Scénario         | Dessin                                                 | Couverture             |
| --- | ---------------------- | -------------- | ---------------- | ---------------- | ------------------------------------------------------ | ---------------------- |
| 319 | I pensieri degli altri | février 2012   | Luigi Mignacco   | Luigi Mignacco   | Enrico « Henry » Bagnoli et Maurizio Gradin            | Giancarlo Alessandrini |
| 320 | Anni 30                | avril 2012     | Alfredo Castelli | Alfredo Castelli | Giancarlo Alessandrini                                 | Giancarlo Alessandrini |
| 321 | Progetto Cyborg        | juin 2012      | Paolo Morales    | Paolo Morales    | Paolo Morales et Davide De Cubellis                    | Giancarlo Alessandrini |
| 322 | Congiura nei cieli     | août 2012      | Carlo Recagno    | Carlo Recagno    | Nando et Denisio « Esposito Bros. » Esposito           | Giancarlo Alessandrini |
| 323 | I Trentasei Giusti     | octobre 2012   | Carlo Recagno    | Carlo Recagno    | Rodolfo Torti                                          | Giancarlo Alessandrini |
| 324 | La fine del mondo      | décembre 2012  | Luigi Mignacco   | Luigi Mignacco   | Sergio Tuis avec la collaboration de Giovanni Romanini | Giancarlo Alessandrini |

## 2013
| no  | Titre                          | Date de sortie | Histoire         | Scénario         | Dessin                                       | Couverture             |
| --- | ------------------------------ | -------------- | ---------------- | ---------------- | -------------------------------------------- | ---------------------- |
| 325 | Voci dal passato               | février 2013   | Alfredo Castelli | Alfredo Castelli | Giulio Camagni                               | Giancarlo Alessandrini |
| 326 | Il paradosso di Fermi          | avril 2013     | Luigi Mignacco   | Luigi Mignacco   | Paolo Ongaro                                 | Giancarlo Alessandrini |
| 327 | Gli abitatori del sottosuolo   | juin 2013      | Paolo Morales    | Paolo Morales    | Roberto Cardinale et Alfredo Orlandi         | Giancarlo Alessandrini |
| 328 | Protocollo Leviathan           | août 2013      | Sergio Badino    | Sergio Badino    | Giancarlo Alessandrini                       | Giancarlo Alessandrini |
| 329 | La minaccia di Allagalla       | octobre 2013   | Luigi Mignacco   | Luigi Mignacco   | Enrico « Henry » Bagnoli et Maurizio Gradin  | Giancarlo Alessandrini |
| 330 | Il matrimonio di Sergej Orloff | décembre 2013  | Carlo Recagno    | Carlo Recagno    | Nando et Denisio « Esposito Bros. » Esposito | Giancarlo Alessandrini |

## 2014
| no  | Titre                           | Date de sortie | Histoire                           | Scénario                           | Dessin                          | Couverture             |
| --- | ------------------------------- | -------------- | ---------------------------------- | ---------------------------------- | ------------------------------- | ---------------------- |
| 331 | Ritorno a Longitudine Zero      | février 2014   | Andrea Cavaletto                   | Andrea Cavaletto                   | Giulio Camagni                  | Giancarlo Alessandrini |
| 332 | Il risveglio di Tiamat          | avril 2014     | Paolo Morales                      | Paolo Morales                      | Paolo Morales et Fabio Grimaldi | Giancarlo Alessandrini |
| 333 | Il naufragio del Telemaco       | juin 2014      | Alfredo Castelli                   | Alfredo Castelli                   | Giovanni Romanini               | Giancarlo Alessandrini |
| 334 | I predatori della foresta sacra | août 2014      | Paolo Morales                      | Paolo Morales                      | Giancarlo Alessandrini          | Giancarlo Alessandrini |
| 335 | L’ombra di Za-Te-Nay            | octobre 2014   | Alfredo Castelli et Mirko Perniola | Alfredo Castelli et Mirko Perniola | Franco Devescovi                | Giancarlo Alessandrini |
| 336 | ?                               | décembre 2014  |                                    |                                    |                                 |                        |